# Fosse Dionne
Koordinaten: 47° 51′ 23,6″ N, 3° 58′ 14″ O
Die Fosse Dionne ist eine als Lavoir (Waschplatz) gestaltete Karstquelle in Tonnerre, Département Yonne, Region Bourgogne-Franche-Comté, Frankreich.

## Beschreibung

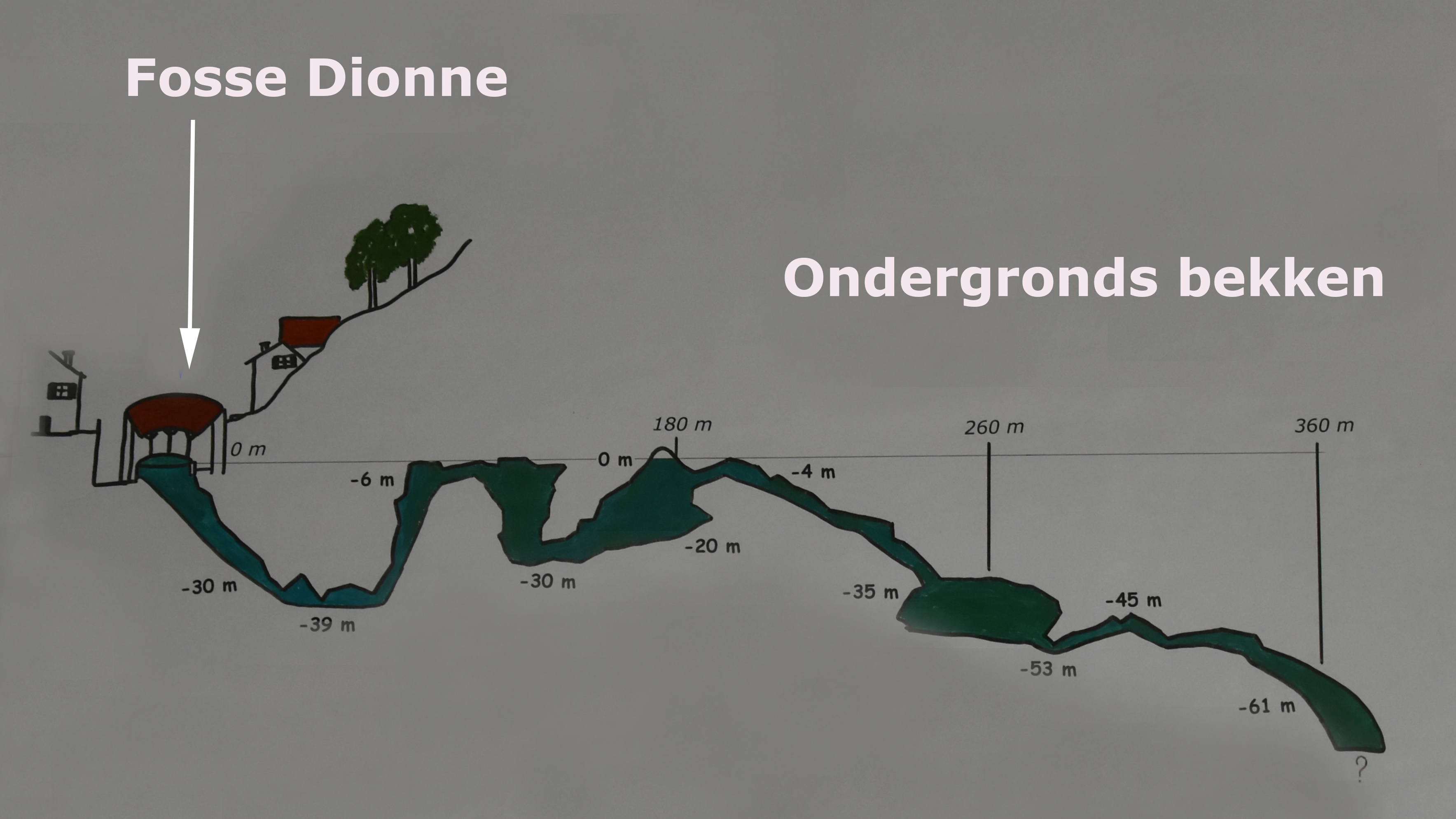
Höhlensystem unter dem Quelltopf

Die Fosse Dionne liegt am Fuße eines Kalkstein-Plateaus. Benannt ist sie nach der keltischen Quellgöttin Divona. Sie war der Anlass für die Besiedlung des Gebiets und die Entstehung der Stadt Tonnerre. Die Quelle war schon lange als Waschplatz genutzt worden,  bevor 1758 eine halbkreisförmige überdachte Umrandung um den Quelltopf errichtet wurde. Sie schüttet durchschnittlich 311 Liter pro Sekunde, in niederschlagsreichen Zeiten bis 3000 l/s. Der wegführende Fluss mündet nach etwa 180 m in den Bief des Moulins, einen linken Seitenarm des Armançon. Der Quelltopf bildet ein tiefes Becken, das von einem unterirdischen Gang gespeist wird. Das anschließende Höhlensystem ist bis zu einer Länge von 370 m erkundet worden, führt aber noch tiefer in das Massiv hinein.